# Caciomorpha palliata
Caciomorpha palliata är en skalbaggsart som först beskrevs av White 1855. Caciomorpha palliata ingår i släktet Caciomorpha och familjen långhorningar.
Artens utbredningsområde är:
- Costa Rica.
- Guatemala.
- Honduras.
- Nicaragua.
- Panama.

Inga underarter finns listade.